# Воскресенка (Пологівський район)
Воскресенка (до 2016 року — Чапаєвка) — село в Україні, адміністративний центр Воскресенської сільської громади Пологівського району Запорізької області. Населення становить 3648 осіб. З березня 2022 року село знаходиться в окупації в ході повномасштабного вторгнення росії в Україну.

## Географія
Село Воскресенка розташоване на правому березі річки Кінська, вище за течією на відстані 1 км розташоване село Кінські Роздори, нижче за течією примикає місто Пологи (за 9 км від районного центру), на протилежному березі — місто Пологи та село Кінські Роздори. Через село пролягає залізнична лінія Пологи — Комиш-Зоря, на якій розташована за 1 км залізнична станція Гусарка, а також пасажирські зупинні пункти Платформа 292 км та Платформа 293 км. За 1,6 км від села пролягає автошлях національного значення Н08 Бориспіль — Запоріжжя — Маріуполь.

## Історія
Село Воскресенка засноване 1809 року (до 1809 року — Гончариха-Воскресенка, до 1934 року — Воскресенка, до 2016 року — Чапаєвка) — центр Воскресенської сільської ради.
Село засноване не пізніше початку другої половини XVIII століття. В описі перших військових слобід Олександрівського повіту, які складені до 1800 року, воно згадується під назвою Гончариха-Воскресенка з населенням 1010 душ.
У 1851 році поблизу був знайдений скарб — 14 350 срібних монет, більшість з яких — карбування золотоординського хана Тохтамиша.
У 1902—1903 роках через селище була прокладена одна із залізничних ліній Катерининської залізниці (нині — сучасна Придніпровська залізниця). Селяни-бідняки зі співчуттям поставилися до страйку робітників та службовців залізничної станції Пологи та локомотивного депо, оголошеного 9 грудня 1905 року. Воскресенці надали матеріальну допомогу страйкарям, а згодом підтримали і селянські заворушення в селах Пологи та Федорівка.
З 1917 року — у складі УНР. З 1921 року — під радянською владою. 1927 року організовані ТОЗи «Селянський Плугатар» і «Бойовик», у 1929 році, у зв'язку з тим, що не усі селяни бажали долучатися до колгоспу, який завдяки наявності тракторів та іншої техніки вважався більш прогресивною формою господарства, почалася примусова передача майна найбагатших селян в колгоспи. Село постраждало внаслідок Голодомору у 1932—1933 та 1946—1947 роках. Під час організованого радянською владою Голодомору 1932—1933 років померло щонайменше 306 жителів села.
1941 року радянська влада над селом була втрачена внаслідок тимчасової окупації німецько-фашистськими загарбниками. Всього на фронтах Другої світової війни у складі Червоної армії перебували 1232 мешканця села, 362 з них загинули, 512 — нагороджені комуністичними відзнаками. Уродженцю Воскресенки льотчику-винищувачу капітану Михайлу Навроцькому (1911—1964), який за завданням командування в грудні 1941 року разом зі своєю ланкою знищив важливу переправу через Дністер, присвоєно звання «Герой СРСР». На його могилі встановлено пам'ятник.
У травні 1942 року німецькі окупанти розстріляли керівника комсомольської організації, директора школи Медведовського. Він залишив щоденник.
1 грудня 1991 року мешканці Воскресенки абсолютною більшістю голосів на Всеукраїнському референдумі підтримали проголошення державної Незалежності України[джерело?], 2004 взяли участь у Помаранчевій революції, у 2013—2014 роках — у Революції гідності. З літа 2014 року, під час тимчасової окупації надають допомогу армії та мешканцям сусіднього Донбасу у складну для нього епоху.
19 травня 2016 року Постановою Верховної Ради Україні № 1377-VIII село Чапаєвка перейменовано в село Воскресенка.

## Герб Воскресенської об'єднаної територіальної громади
На блакитному полі у верхній частині герба — золоте подвійне коло з проведеними навхрест подвійними лініями, внизу — золота амфора та схрещені підкова й стріла, націлена вгору.
Два основні кольори щита — синій і зелений — то чесність, стійкість, багатство й процвітання. Золоте коло з хрестом — символ сонця, хліба, поділеного між усіма порівну. Глиняна амфора — вказує на розвиток гончарства, у сучасній історії — виробництво цегли. Золота підкова на зеленому полі поєднана із стрілою — наша історія, наше минуле. Стріла, направлена вгору — рух до світла, до сонця. Підкова — символ захищеності, достатку, благополуччя, давній селянський оберіг. Герб увінчаний короною з п'яти колосків.

## Населення

### Мова
Розподіл населення за рідною мовою за даними перепису 2001 року:
| Мова       | Кількість | Відсоток |
| ---------- | --------- | -------- |
| українська | 3522      | 96.55%   |
| російська  | 120       | 3.29%    |
| вірменська | 3         | 0.08%    |
| болгарська | 2         | 0.05%    |
| білоруська | 1         | 0.03%    |
| Усього     | 3648      | 100%     |

## Економіка
- Воскресенський цегельний завод[4]
- Агрофірма ТОВ «Батьківщина».
- ВАТ «Ділянка Любокут» (колишній — колгосп «40-річчя Радянської України»).

## Об'єкти соціальної сфери
- Воскресенський навчально-виховний комплекс.
- Школа I—II ст.
- Дитячий дошкільний навчальний заклад.
- Клуб.
- Будинок культури.
- Дільнича лікарня.

## Особистості
- Авдієнко Михайло Оверкович — член Української Центральної Ради.
- Гулий Іван Степанович — ректор Національного університету харчових технологій у 1973—2003 роках.
- Черкун Володимир Юхимович (1931— 2019) — професор Таврійського державного агротехнологічного університету.